# قصعين زهري
القصعين الزُّهَرِيُّ أو قصعين كيثيريا (الاسم العلمي:Salvia veneris) هو نوع من النباتات يتبع جنس قصعين من الفصيلة الشفوية. وهو نبات مستوطن في قبرص. تم العثور عليه في منطقة صغيرة للغاية غرب قرية كيثيريا. وجدت دراسة في عام 2004 ما يقرب من 4000 من النباتات المتبقية. القصعين الزُّهَرِيُّ لديه أوراق شبيهة بالشعر تنمو في وردة قاعدية. الزهور ثنائية اللون مع الشفة العليا الزرقاء والشفة السفلية بيضاء مع علامات صفراء شاحبة. تنبعث من السيقان رائحة لطيفة عند سحقها.